# 34e Grammy Awards
De 34e uitreiking van de jaarlijkse Grammy Awards vond plaats op 25 februari 1992 in de Radio City Music Hall in New York. De uitreiking werd gepresenteerd door Whoopi Goldberg en uitgezonden door CBS.
Het aantal Grammy's dat werd uitgereikt groeide flink. Waren er in 1980 nog 18 genres waarin prijzen werden uitgereikt (Pop, Rock, Blues, Klassiek, etc.), in 1985 was dat aantal al gegroeid tot 21. In 1990 waren het er 24 en in 1992 werd een (voorlopig) hoogtepunt bereikt met 27 genres. In totaal werden in die 27 genres 78 Grammy's uitgereikt. IN 1992 waren er twee nieuwe genres onderscheiden: Traditional Pop en Wereldmuziek. Bij de categorie 'traditional pop' moet men denken aan pop in de traditionele stijlen van artiesten als Frank Sinatra, Barbra Streisand of Tony Bennett.
Ondanks die vele categorieën (en dus vele kansen op een prijs), waren er in 1992 opnieuw een paar oudgedienden die nog nooit een Grammy hadden gewonnen en nu wel. Elton John had in de jaren 70 en 80 nooit één Grammy gewonnen, maar in 1992 kreeg hij er eentje in de categorie Best Instrumental Composition. Weliswaar een wat 'mindere' categorie, maar Elton had er in ieder geval z'n eerste prijs mee.
De winnaar van 1992 was Natalie Cole, die het jaar ervoor haar comeback had gevierd met het album Unforgettable With Love, een album waarop ze duetten zong met haar overleden vader Nat King Cole. Het traditionele album was goed voor zes Grammy's, waarvan drie voor Natalie zelf (haar eerste sinds 1977, toen ze de Grammy kreeg voor beste nieuwe artiest). Het titelnummer van het album won Song of the Year voor componist Irving Gordon, zo'n 40 jaar nadat deze het nummer had geschreven. Gordon was 77 toen hij na al die jaren alsnog een Grammy won.
Producer David Foster, REM en Bonnie Raitt wonnen elk drie Grammy's. Voor REM waren dit de eerste Grammy's in hun carrière. 
Dirigent Georg Solti won zijn 29e Grammy Award; destijds een record.
Een opvallende winnaar was James Brown, die zijn derde Grammy sinds 1966 won. Dit keer niet als zanger, maar als (co-)schrijver van de hoestekst van zijn album Star Time.

## Winnaars

### Algemeen
- Record of the Year
  - "Unforgettable" - Natalie Cole (uitvoerende); David Foster (producer)
- Album of the Year
  - "Unforgettable With Love" - Natalie Cole (uitvoerende); David Foster, Tommy LiPuma & Andre Fischer (producers)
- Song of the Year
  - Irving Gordon (componist) voor Unforgettable, uitvoerenden: Natalie & Nat King Cole
- Best New Artist
  - Marc Cohn

### Pop
- Best Pop Vocal Performance (zangeres)
  - "Something To Talk About" - Bonnie Raitt
- Best Pop Vocal Performance (zanger)
  - "When a Man Loves a Woman" - Michael Bolton
- Best Pop Vocal Performance (duo/groep)
  - "Losing My Religion" - REM
- Best Pop Instrumental Performance
  - "Robin Hood: Prince of Thieves (Soundtrack)" - Michael Kamen

### Country
- Best Country Vocal Performance (zangeres)
  - "Down at the Twist and Shout" - Mary Chapin Carpenter
- Best Country Vocal Performance (zanger)
  - "Ropin' The Wind" - Garth Brooks
- Best Country Vocal Performance (duo/groep)
  - "Love Can Build a Bridge" - The Judds
- Best Country Vocal Collaboration
  - "Restless" - Vince Gill, Ricky Skaggs & Steve Wariner
- Best Country Instrumental Performance
  - "The New Nashville Cats" - Mark O'Connor
- Best Country Song
  - John Jarvis, Naomi Judd & Paul Overstreet (componisten) voor Love Can Build a Bridge, uitvoerenden: The Judds
- Best Bluegrass Album
  - "Spring Training" - Carl Jackson & John Starling

### R&B
- Best R&B Vocal Performance (zangeres)
  - "How Can I Ease the Pain" - Lisa Fischer en "Burnin'" - Patti Labelle
- Best R&B Vocal Performance (zanger)
  - "Power of Love" - Luther Vandross
- Best R&B Performance (duo/groep)
  - "Cooleyhighharmony" - Boyz II Men
- Best R&B Song
  - Marcus Miller, Luther Vandross & Teddy Vann (componisten) voor Power of Love/Love Power, uitvoerende: Luther Vandross

### Rap
- Best Rap Solo Performance
  - "Mama Said Knock You Out" - LL Cool J
- Best Rap Performance (duo/groep)
  - "Summertime" - DJ Jazzy Jeff & The Fresh Prince

### Rock
- Best Rock Vocal Performance (zanger[es])
  - "Luck of the Draw" - Bonnie Raitt
- Best Rock Vocal Performance (duo/groep)
  - "Good Man, Good Woman" - Bonnie Raitt & Delbert McClinton
- Best Rock Instrumental Performance
  - "Cliffs of Dover" - Eric Johnson
- Best Hard Rock Performance
  - "For Unlawful Carnal Knowledge" - Van Halen
- Best Metal Performance
  - "Metallica" - Metallica
- Best Rock Song
  - Sting (componist) voor The Soul Cages, uitvoerende: Sting

### Traditional Pop
- Best Traditional Pop Performance
  - "Unforgettable With Love" - Natalie Cole

### Alternative
- Best Alternative Music Album
  - "Out of Time" - REM

### Blues
- Best Traditional Blues Album
  - "Live at the Apollo" - BB King
- Best Contemporary Blues Album
  - "Damn Right, I've Got The Blues" - Buddy Guy

### Folk/Traditioneel
- Best Traditional Folk Album
  - "The Civil War (Original Soundtrack)" - Ken Burns & John Colby (producers/samenstellers)
- Best Contemporary Folk Album
  - "The Missing Years" - John Prine

### Polka
- Best Polka Album
  - "Live at Gilley's!" - Jimmy Sturr

### Latin
- Beste latin pop-album
  - "Cosas del Amor" - Vikki Carr
- Best Tropical Latin Album
  - "Bachata Rosa" - Juan Luis Guerra
- Best Mexican-American Album
  - "16 de Septiembre" - Little Joe

### Reggae
- Best Reggae Album
  - "As Raw As Ever" - Shabba Ranks

### Gospel
- Best Pop Gospel Album
  - "For The Sake of the Call" - Steven Curtis Chapman
- Best Rock/Contemporary Gospel Album
  - "Under Their Influence" - Russ Taff
- Best Traditional Soul Gospel Album
  - "Pray For Me" - The Mighty Clouds of Joy
- Best Contemporary Soul Gospel Album
  - "Different Lifestyles" - Bebe Winans & CeCe Winans
- Best Southern Gospel Album
  - "Homecoming" - The Gaither Vocal Band
- Best Gospel Album (koor)
  - "The Evolution of Gospel" - Gary Hines (dirigent), uitvoerende: The Sounds of Blackness

### Jazz
- Best Jazz Instrumental Solo
  - "I Remember You" - Stan Getz
- Best Jazz Instrumental Performance (groep)
  - "Saturday Night at the Blue Note" - Oscar Peterson Trio
- Best Large Jazz Ensemble Performance (big band)
  - "Live at the Royal Festival Hall" - Dizzy Gillespie
- Best Jazz Vocal Performance
  - "He is Christmas" - Take 6
- Best Contemprary Jazz Performance
  - "Sassy" - Manhattan Transfer

### New Age
- Best New Age Album
  - "Fresh Aire 7" - Chip Davis

### Wereldmuziek
- Best World Music Album
  - "Planet Drum" - Mickey Hart

### Klassieke muziek
Vetgedrukte namen ontvingen een Grammy. Overige uitvoerenden, zoals orkesten, solisten e.d., die niet in aanmerking kwamen voor een Grammy, staan in kleine letters vermeld.
- Best Orchestral Performance
  - "Corigliano: Symphony No. 1" - Daniel Barenboim (dirigent)
  - Chicago Symphony Orchestra, orkest
- Best Classical Vocal Soloist (beste zanger[es])
  - "The Girl With Orange Lips (Falla, Ravel, etc.)" - Dawn Upshaw
- Best Opera Recording
  - "Wagner: Götterdämmerung" - Bernd Weikl, Cheryl Studer, Ekkehard Wlaschiha, Hanna Schwarz, Hildegard Behrens, Matti Salminen & Reiner Goldberg (solisten); James Levine (dirigent); Cord Garben (producer)
  - Metropolitan Opera Orchestra, orkest
- Best Performance of a Choral Work (Beste uitvoering van een koor)
  - "Bach: Mass in B Minor" - Georg Solti (dirigent); Margaret Hills (koordirigent)
  - Chicago Symphony Orchestra & Chorus, koor en orkest
- Best Instrumental Soloist with Orchestra (Beste solist met orkestbegeleiding)
  - "Barber: Piano Concerto" - John Browning (solist)
  - St. Louis Symphony Orchestra o.l.v. Leonard Slatkin
- Best Classical Performance Instrumental Solo without Orchestra (Beste solist zonder orkestbegeleiding)
  - "Granados: Goyescas; Allegro de Concierto; Danza Lenta" - Alicia de Larrocha
- Best Chamber Music Performance (kamermuziek)
  - "Brahms: Piano Quartets (Opp. 25 and 26)" - Emmanuel Ax, Jaime Laredo, Yo-Yo Ma & Isaac Stern
- Best Contemporary Composition (Beste eigentijdse compositie)
  - John Corigliano (componist) voor Corigliano: Symphony No. 1 (uitvoerenden: The Chicago Symphony Orchestra o.l.v. Daniel Barenboim)
- Best Classical Album
  - "Bernstein: Candide" - Adolph Green, Christa Ludwig, Della Jones, Jerry Hadley, June Anderson, Kurt Ollmann & Nicolai Gedda (solisten); Leonard Bernstein (dirigent); Hans Weber (producer)
  - London Symphony Orchestra, orkest

### Comedy
- Best Comedy Album
  - "P.D.Q. Bach: WTWP Classical Talkity-Talk Radio" - Peter Schickele

### Composing & Arranging (composities & arrangementen)
- Best Instrumental Composition
  - Elton John (componist) voor Basque (uitvoerende: James Galway)
- Best Song Written Specifically for a Motion Picture or Television (Beste song uit film- of tv-soundtrack)
  - Bryan Adams, Robert John "Mutt" Lange & Michael Kamen (componisten) voor (Everything I Do) I Do It for You, uitvoerende: Bryan Adams
- Best Instrumental Composition Written for a Motion Picture or Television (Beste instrumentale compositie uit film- of tv-soundtrack)
  - John Barry (componist) voor Dances With Wolves
- Best Arrangement on an Instrumental (Beste instrumentale arrangement)
  - Dave Grusin (arrangeur) voor Medley: Bess You Is My Woman/I Loves You Porgy
- Best Instrumental Arrangement Accompanying Vocals (Beste instrumentale arrangement met zang)
  - Johnny Mandel (arrangeur) voor Unforgettable, uitvoerenden: Nathalie Cole & Nat King Cole

### Kinderrepertoire
- Best Album for Children
  - "A Capella Kids" - Clifford "Barney" Robertson (producer/samensteller); uitvoerenden: The Maranatha! Kids

### Musical
- Best Musical Show Album
  - "The Will Rogers Follies" - Cy Coleman (componist), Adolph Green & Betty Comden (tekstschrijvers), Cy Coleman & Mike Berniker (producers)

### Hoezen
- Best Album Package
  - Vartan Kurijan (ontwerper) voor The Complete Decca Recordings, uitvoerende: Billie Holiday
- Best Album Notes
  - Alan M. Leeds, Cliff White, Harry Weinger, James Brown & Nelson George (schrijvers) voor Star Time, uitvoerende: James Brown

### Production & Engineering (Productie & techniek)
- Best Engineered Recording, Non-Classical (Beste techniek op een niet-klassiek album)
  - Al Schmitt, Armin Steiner, David Reitzas & Woody Woodruff (technici) voor Unforgettable...With Love, uitvoerende: Natalie Cole
- Best Classical Engineered Recording (Beste techniek op een klassiek album)
  - Gregor Zielinsky (technicus) voor Bernstein: Candide, uitvoerenden: London Symphony Orchestra o.l.v. Leonard Bernstein
- Producer of the Year (niet-klassiek)
  - David Foster
- Producer of the Year (klassiek)
  - James Mallinson

### Gesproken Woord
- Best Spoken Word or Non-Musical Album
  - "The Civil War" - Ken Burns

### Historisch
- Best Historical Album
  - "Billie Holiday: The Complete Decca Recordings" - Steven Lasker & Andy McKaie (producers/samenstellers)

### Video
- Best Music Video, Short Form (Beste videoclip)
  - "Losing My Religion" - Tarsem (regisseur), Dave Ramser (producer), REM (uitvoerenden)
- Best Music Video, Long Form (Beste lange video)
  - "Blonde Ambition World Tour Live" - Madonna (uitvoerende), David Mallett & Mark "Aldo" Miceli (regisseurs), Anthony Eaton (producer)